# Pelargoderus dibbhincksi
Pelargoderus dibbhincksi là một loài bọ cánh cứng trong họ Cerambycidae.